# 15 jaar - De 60 grootste hits!
15 jaar - De 60 grootste hits! is het zevende verzamelalbum van K3 en bevat nummers uit de periode van 1999 tot 2013. De box bevat vier cd's met elk 15 liedjes en kwam zowel in België als in Nederland uit op 29 april 2013. Het album bevat zowel nummers gezongen door Josje Huisman als door Kathleen Aerts (in tracklist aangegeven met *). Josje Huisman had voor dit verzamelalbum geen nieuwe nummers opnieuw ingezongen. Oudere nummers die ook opgenomen waren voor de verzamelcd bij het album MaMaSé! bevatten de zanglijnen van Josje Huisman zoals zij ze opnieuw had ingezongen voor dat album.
Buiten waar anders aangegeven in de tracklist zijn muziek en tekst van alle nummers op het album geschreven door Miguel Wiels, Peter Gillis en Alain Vande Putte, is de productie en de arrangementen door Miguel Wiels en Peter Gillis. Het album werd gemasterd door Uwe Teichert.
Het album had als hoogste positie in de Vlaamse Ultratop 50 in België de vierde plaats. Het album bleef 97 weken in de hitlijst. De hoogste positie in de Album Top 100 in Nederland was plaats nummer 26 en het album stond hier 55 weken lang in.

## Tracklist
(*) nog gezongen door Kathleen Aerts
Disc 1
1. MaMaSé! (3:48)
2. Heyah mama (3:22)
3. Tele-Romeo (3:17)
4. Zou er iemand zijn op Mars? (3:45) *
5. Borst vooruit (3:21) *
6. Op elkaar (3:57) *
7. Jongens zijn gek! (3:14) *
8. Je hebt een vriend (3:24)
9. Eeuwig en altijd (4:52) *
10. Amor (3:30) * (muziek & tekst: Gert Verhulst, Danny Verbiest, Hans Bourlon en Johan Vanden Eede, productie & arrangementen: Johan Vanden Eede)
11. Dokter dokter (3:28) *
12. De revolutie (2:23)
13. Filmster (3:27)
14. Telepathie (3:46)
15. Wanneer zie ik jou terug (3:20)

Disc 2
1. Alle kleuren (3:38)
2. Oya lélé (3:45)
3. Ya ya yippee (3:36)
4. Hallo K3 (2:48) (muziek & tekst: Miguel Wiels, Peter Gillis en Tracy Atkins)
5. Yeke yeke (3:29) *
6. Yippee yippee (3:21) *
7. Blub, ik ben een vis (3:11) * (muziek & tekst: Jesper Winge Leisner en Alain Vande Putte)
8. Feest (3:21) *
9. Hart verloren (3:14) *
10. Mr. de President (3:26) *
11. Prinses (3:01) *
12. Lollypopland (3:48)
13. De politie (3:20)
14. De wereld van K3 (3:06)
15. Meiden van de brandweer (3:14)

Disc 3
1. Waar zijn die engeltjes? (3:30) (muziek & tekst: Miguel Wiels, Peter Gillis en Tracy Atkins)
2. Kuma he (3:29)
3. Oma's aan de top (3:22)
4. Kusjesdag (3:47)
5. Alice in Wonderland (3:35)
6. I love you baby (3:42) *
7. Liefdeskapitein (3:33) *
8. Leonardo (3:12) *
9. Vriendschap (3:40) *
10. Mama's en papa's (3:00) *
11. Frans liedje (3:22) *
12. Papapa (3:08) *
13. Handjes draaien (3:16)
14. Leukste van het land (3:48)
15. Beroemd (3:05)

Disc 4
1. Eyo! (3:28) (muziek & tekst: Miguel Wiels, Peter Gillis en Tracy Atkins)
2. Toveren (3:15) (muziek & tekst: Gert Verhulst, Hans Bourlon, Danny Verbiest, Johan Vanden Eede, Alain Vande Putte, Miguel Wiels en Peter Gillis)
3. Hippie shake (2:32) *
4. Parels (4:11) *
5. De 3 biggetjes (3:24) (muziek & tekst: Gert Verhulst, Hans Bourlon, Danny Verbiest, Johan Vanden Eede, Alain Vande Putte, Miguel Wiels en Peter Gillis)
6. Verliefd (3:35)
7. Superhero (3:20) *
8. Zonnestraaltje (3:17) *
9. Miljoen (3:29) *
10. Trouwen (3:04) *
11. Je mama ziet je graag (2:50) *
12. Ster (3:10)
13. Niet-verjaardagsfeest (3:18)
14. K3-Airlines (3:45)
15. Zeg eens AAA (3:05)